# James Edward Tierney Aitchison

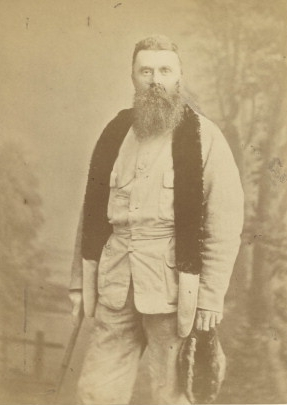
James Edward Tierney Aitchison

James Edward Tierney Aitchison (* 28. Oktober 1836 in Nimach, Indien; † 30. September 1898 in Mortlake, Surrey) war ein englischer Arzt, Botaniker, Pflanzensammler und Reisender. Sein offizielles botanisches Autorenkürzel lautet „Aitch.“; es ist aber auch die Abkürzung „Aitchis.“ in Gebrauch.

## Leben
Aitchison erhielt 1858 seinen Doktorgrad der Medizin von der Universität Edinburgh.
Seine Reisen führten ihn unter anderem nach Afghanistan und Kaschmir. 1881 wurde er Mitglied der Royal Society of Edinburgh und 1883 der Royal Society of London.

## Ehrentaxon
Der englische Botaniker William Botting Hemsley hat die Pflanzengattung Aitchisonia aus der Familie der Rötegewächse (Rubiaceae) ihm zu Ehren benannt. Auch der Gattungsname Aitchisoniella Kashyap 1914 aus der Moos-Familie der Targioniaceae ehrt ihn. Auch Sorbaria aitchisonii ist nach ihm benannt.

## Werke
- A catalogue of the plants of the Punjab and Sindh. 1869.
- The botany of the Afghan delimitation commission. In: Transactions of the Linnean Society of London. 1888.